# رینهولد ۱۸۰۹۲
سیارک ۱۸۰۹۲ (به انگلیسی: 18092 Reinhold، نامگذاری:2000KR29) هجده هزار و نود و دومین سیارک کشف شده‌است که در ۲۸ مه ۲۰۰۰ کشف شد.
قدر مطلق سیارک برابر ۲۰.۴ است.